# Massimo Apollonio
Massimo Apollonio (né le 21 mars 1970 à Casorate Primo, dans la province de Pavie en Lombardie) est un ancien coureur cycliste italien. Professionnel de 1996 à 2003, il a remporté la Coppa Agostoni et le Critérium des Abruzzes.

## Palmarès

### Palmarès amateur
- 1993
  - Coppa d'Inverno
- 1994
  - 3e de la Piccola Tre Valli Varesine
- 1995
  - 6e étape du Tour de la Vallée d'Aoste
  - Coppa Pinot La Versa
  - Coppa Città di San Daniele
  - Coppa Mobilio Ponsacco
  - 2e du Giro del Canavese

### Palmarès professionnel
- 1999
  - Coppa Agostoni
- 2000
  - Critérium des Abruzzes
- 2001
  - 4e étape du Tour de Burgos

## Résultats sur les grands tours

### Tour de France
2 participations
- 2000 : 102e
- 2002 : 139e

### Tour d'Italie
5 participations
- 1997 : 83e
- 1998 : abandon (7e étape)
- 1999 : 98e
- 2002 : 114e
- 2003 : hors-délai (18e étape)

### Tour d'Espagne
3 participations
- 1996 : 25e
- 1997 : 106e
- 2003 : abandon (7e étape)